# Gilbert LaBine
Gilbert LaBine (*  10. Februar 1890 in Westmeath Township, Renfrew County bei Pembroke (Ontario); † 8. Juni 1977 in Toronto) war ein kanadischer Prospektor und Bergbauunternehmer und Pionier der Entdeckung von Uran- und Radiumvorkommen in Kanada in den Nordwest-Territorien, wo er 1930 Pechblende am Great Bear Lake entdeckte, am Ort der späteren Eldorado Uran-Mine. Er gilt als Vater des Uran-Bergbaus in Kanada.
LaBine war überwiegend Autodidakt und prospektierte seit seiner Jugend zunächst nach Gold und Silber. Mit seinem Bruder Charles hatte er dazu die Gesellschaft Eldorado Gold Mines gegründet. Die Suche in Manitoba machte sie zwar nicht reich, ermöglichte aber die Suche nach Pechblende am Großen Bärensee, wobei das Ziel zunächst nur die Ausbeute an Radium war, Uran wurde erst später wertvoll. Sie brachen mit dem Radium in den 1930er Jahren zwar ein belgisches Monopol, der Markt war aber gesättigt und LaBine wandte sich wieder der Goldsuche in Manitoba zu und gründete 1934 die erfolgreiche Firma Gunnar Gold Mines. Wirklicher Erfolg mit der Eldorado Mine kam erst, als im Zweiten Weltkrieg der Bedarf an Uran geweckt wurde. Die Eldorado-Mine wurde 1943 von Kanada verstaatlicht, aber noch bis 1947 von LaBine geleitet. Nach dem Zweiten Weltkrieg entdeckte er mit Gunnar Gold Mines ein zweites großes Uranvorkommen im nördlichen Saskatchewan.
Er war ab 1969 Mitglied des Order of Canada, ab 1946 des Order of the British Empire und wurde in die Canadian Mining Hall of Fame aufgenommen.